# Santiago Textitlán
Santiago Textitlán es un pueblo ubicado al sur del Estado de Oaxaca (México). Está emplazado a unos 1900 metros sobre el nivel del mar en una región montañosa, cuya mayor elevación son 2708 m s. n. m. Una actividad importante es la explotación forestal de los abundantes bosques que hay en los alrededores.

## Historia
El pueblo es de origen zapoteca, y se cree que se originó cuando un grupo de nómadas zapotecas del Valle de Oaxaca emigraron en busca de la grana cochinilla. Este grupo habría logrado asentarse en el paraje denominado en español Cerro de Acha, lugar donde vivieron por muchos años. Después de ser invadidos por gente de raza chatina proveniente del sur del Cerro de Acha, los zapotecos se dividieron en tres grupos, que se distribuyeron en las zonas que posteriormente pasaron a ser los municipios de Santiago Textitlán, Santa María Zaniza, y la Agencia municipal de San Juan Elotepec. En estos tres pueblos se mantiene el uso predominante del idioma zapoteco, que está en peligro de desaparecer.
El pueblo cuenta con su título primordial sobre la propiedad de sus tierras, que datan desde las fechas virreinales, de 27 de agosto de 1719 y posteriormente con resoluciones presidenciales que acreditan la tenencia de tierras conforme a su título primordial.

## Geografía
- Altitud: 1,710 metros a 3000msnm
- Latitud: 16º 42' 06" N
- Longitud: 97° 15' 02" O